# الولاء
الولاء في فقه المواريث هو: «عصوبة سببها إنعام المعتق على عتيقه» أي: بالعتق
فمن أعتق مملوكا بأي وجه من أوجه العتق؛ كان عاصبا له فإن مات ولم يترك عاصبا من نسبه كان المعتق وعصبته لهذا العتيق لقوله صلی الله عليه وسلم «إنما الولاءُ لمن أعتقَ»

## حكمه
الولاء مشروع بقوله تعالی في كتابه الكريم ﴿فإخوانكم في الدين ومواليكم﴾ أي: محرريكم الذين أعتقتموهم.
فمن أعتق مملوكا (عبدا أو أمة)؛ صار ولاء ذلك العتيق لمن أعتقه، وقد ثبت في الصحيحين في قصة بريرة أن أم المؤمنين عائشة بنت أبي بكر الصديق اشترت جارية ودفعت ثمنها؛ لتعتقها، لكن الذين اشترتها منهم اشترطوا عليها أن يكون ولاء بريرة لهم بعد أن تعتقها، فقالت يا رسول الله: إن قوم بريرة اشترطوا أن يكون لهم الولاء، فقال: «بيعيها واشترطي لهم الولاء» وجاء في الحديث بيان بطلان الشرط المخالف للشرع ونص الحديث: «ما بال أقوام يشترطون شروطا ليست في كتاب الله من اشترط شرطا ليس في كتاب الله فهو باطل وإن كان مائة شرط، قصاء الله أحق، وشرط الله أوثق، وإنما الولاء لمن أعتق». روى مسلم في صحيحه: «عن نافع عن ابن عمر عن عائشة أنها أرادت أن تشتري جارية تعتقها فقال أهلها نبيعكها على أن ولاءها لنا، فذكرت ذلك لرسول الله ﷺ فقال: "لا يمنعك ذلك، فإنما الولاء لمن أعتق"».

## أحكامه
أحكام الولاء:
- 1- الولاء لمن أعتق بأي وجه من أوجه العتق سواء كان بالمكاتبة أو بالتدبير أو بغيرها.
- 2-الولاء لا يباع ولا يوهب فلا ينتقل من صاحبه إلی آخر بيع أو هبة؛ لأنَّه كالنَّسب والنَّسب لا يباع، ولا يوهب بحال من الأحوال، قال عليه الصلاة و السَّلام: «الولاء لحمة كملحمة النّسب لا يباع ولا يوهب».
- 3- لا يرث بالولاء إلا المعتق ذكرا كان أو أنثی، أو عصبة المعتق الذكور دون الإناث كما هو مفصل في علم المواريث.